# Giả thuyết UFO liên chiều
Giả thuyết liên chiều (IDH hoặc IH), là một ý tưởng được các nhà nghiên cứu UFO như Jacques Vallée đưa ra, nói rằng vật thể bay không xác định (UFO) và các sự kiện liên quan bao gồm các chuyến viếng thăm từ những "thực tại" hoặc "chiều kích" khác cùng tồn tại riêng với chúng ta. Nó không nhất thiết là một thay thế cho giả thuyết ngoài Trái Đất (ETH) khi hai giả thuyết này không loại trừ lẫn nhau nên cả hai có thể đúng cùng một lúc. IDH cũng cho rằng UFO là một biểu hiện hiện đại của một hiện tượng đã xảy ra xuyên suốt lịch sử loài người được ghi lại, mà ở thời kỳ trước được gán cho các sinh vật thần thoại hoặc siêu nhiên.
Mặc dù ETH vẫn là lời giải thích chủ yếu cho UFO của giới UFO học, một số nhà nghiên cứu UFO đã từ bỏ nó để ủng hộ IDH. Nhà nghiên cứu hiện tượng siêu linh Brad Steiger viết rằng "chúng ta đang đối phó với một hiện tượng siêu hình đa chiều mà phần lớn là bản địa của hành tinh Trái Đất". Các nhà nghiên cứu UFO khác, như John Ankerberg và John Weldon, ủng hộ IDH vì nó phù hợp với lời giải thích về UFO như một hiện tượng tâm linh. Nhận xét về sự chênh lệch giữa ETH và những câu chuyện mà mọi người đã tạo ra khi gặp UFO, Ankerberg và Weldon đã viết "hiện tượng UFO đơn giản là không hành xử giống như những du khách ngoài hành tinh." Trong cuốn sách UFOs: Operation Trojan Horse được xuất bản vào năm 1970, John A. Keel đã liên kết UFO với các khái niệm văn hóa dân gian hoặc siêu nhiên như ma và quỷ.
Sự phát triển của IDH như là một thay thế cho ETH đã tăng lên trong những năm 1970 và 1980 với việc xuất bản các cuốn sách của Vallée và J. Allen Hynek. Năm 1975, Vallée và Hynek đã ủng hộ giả thuyết này trong quyển The Edge of Reality: A Progress Report on Unidentified Flying Objects và hơn nữa, trong cuốn sách năm 1979 của Vallée nhan đề Messengers of Deception: UFO Contacts and Cults.
Một số người đề xướng thuyết UFO đã chấp nhận IDH vì khoảng cách giữa các ngôi sao khiến việc di chuyển giữa các vì sao trở nên không thực tế bằng các phương tiện thông thường và không ai chứng minh được giả thuyết du hành phản trọng lực hoặc nhanh hơn ánh sáng có thể giải thích những cỗ máy ngoài hành tinh. Với IDH, không cần thiết phải giải thích bất kỳ phương pháp đẩy nào vì IDH cho rằng UFO không phải là tàu vũ trụ, mà là các thiết bị di chuyển giữa các thực tại khác nhau.
Một lợi thế của IDH được Hilary Evans đưa ra là khả năng giải thích khả năng rõ ràng của UFO xuất hiện và biến mất khỏi tầm nhìn và radar; điều này được giải thích khi UFO đi vào và rời khỏi chiều không gian của chúng ta ("vật chất hóa" và "phi vật chất hóa"). Hơn nữa, Evans lập luận rằng nếu chiều không gian khác tiến bộ hơn một chút so với chúng ta hoặc là tương lai của chính chúng ta, thì điều này sẽ giải thích xu hướng của UFO đại diện cho các công nghệ trong tương lai gần (khí cầu vào những năm 1890, tên lửa và du hành siêu âm vào những năm 1940, v.v.).
IDH là nhân tố dẫn đến việc thành lập tôn giáo UFO.